# Wilfried Moimbé
Wilfried Moimbé (Vichy, 18 ottobre 1988) è un ex calciatore francese, di ruolo difensore.

## Carriera
Ha giocato nella prima divisione francese ed in MLS.